# Mitla
A mexikói Oaxaca államban található Mitla (szapoték nyelven Liobaa) évszázadokon keresztül a szapotékok egyik hatalmi központja volt. Ma már csak romjai láthatók egy modern várossal, San Pablo Villa de Mitlával körülvéve.

## Története
A mai Mitla név a navatl nyelvű Mictlan szóból ered, amelynek jelentése „holtak helye”, és erre utal szapoték elnevezése, a Liobaa is, ami szó szerint „sírok házát” jelent. Monte Albánnak a 750. év körül bekövetkezett bukása után Mitla az oaxacai központi völgyek szapotékjainak egyik olyan városává vált, ahol a politikai, katonai és vallási hatalmuk összpontosult. Virágkorát 1000-től kezdve élte egészen a spanyolok 1521-es megérkezéséig. Egyes számítások szerint miután megépültek Mitla legnagyobb épületei, akár 10 500 embernek is lakóhelyéül szolgálhatott a város.

## Építményei
Mitla egészére jellemző, hogy épületeit hasonló, bár más stílusú, meanderszerű sormintákkal díszítették. A paloták alatt kereszt alakú sírokat találtak, amelyekben valószínűleg magas rangú személyek és papok lehettek eltemetve. Némely szakértők szerint az egész terület építészetén a mistékek hatása érzékelhető, különösen a meanderek alkalmazásában, valamint az épületek homlokzatainak kialakításában és az épületegyüttesek elhelyezkedésében. Azok az épületek, amelyek ma a nagyközönség előtt is látogathatóak, valószínűleg az adminisztráció épületei voltak: a lakosság házai azon a területen lehettek, ahol ma az új város új házai állnak és ahol ma szántóföldek terülnek el.
Építményei öt csoportra oszthatók. Az úgynevezett templomcsoport három, A, B és C jelöléssel ismert, négyszög alapú építményből áll, amelyek egy észak–déli tengely mentén állnak. Az A jelű istállóként és szemétlerakóként volt használatos, a B jelű, amely három szobával rendelkezik, a spanyol időkben papi épületként szolgált, míg a C-re egy katolikus templom épült rá. Az oszlopok csoportja szintén három épületből áll, ezeket D, E és F betűkkel szokták jelölni. A D épület egy gazdag díszítésű, nagy méretű palota, közvetlenül mellette pedig egy oszlopcsarnok található, amelyben hat nagy monolitikus oszlop áll, amelyek korábban a tetőt tartották. Az F jelű épület fő értéke a díszített falú 21. számú szoba, valamint két sír. A patakcsoport épületei hasonló elrendezésűek az előző kettőhöz, de ma részben föld takarja őket. A vályogok csoportjának (amely nevét onnan kapta, hogy épületei vályogból készültek) tágas elrendezése más, mint az eddigiek, valószínűleg egy korábbi időszakban is épültek. Egy négyszögű tér terül el itt, amelyet négy kis domb vesz körül; ezek közül a legnagyobb a keleti, ahol valószínűleg egy templom vagy palota állhatott, később a spanyolok katolikus kápolnát emeltek rá. A déli csoport lehet a legrégebbi egész Mitlában, elrendezése a vályogos csoporthoz hasonló: egy teret négy domb vesz körül, itt is a keleti a legmagasabb. Ebből a részből azonban ma kevés látszik, mert a modern város szinte teljesen ráépült.

## Képek

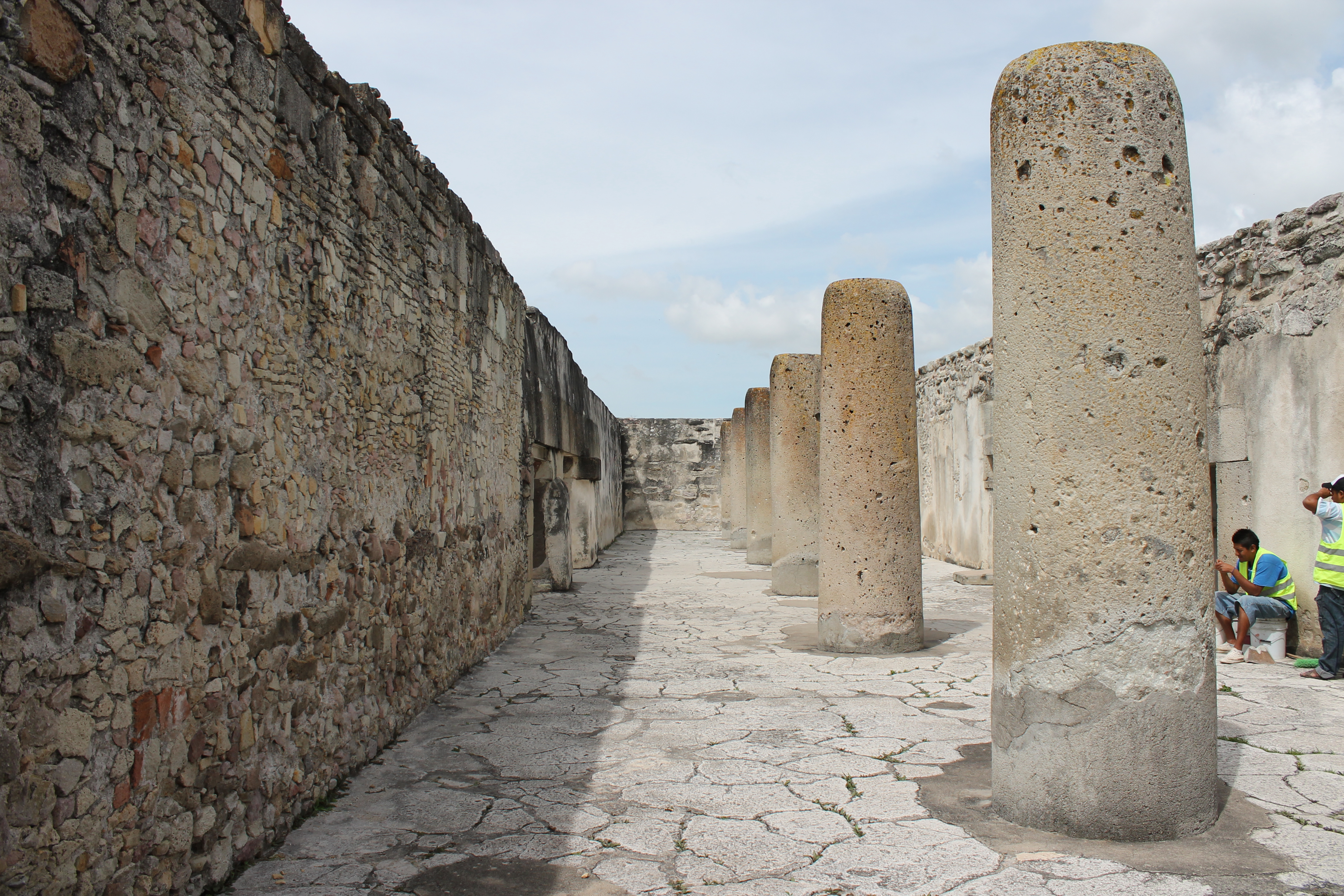
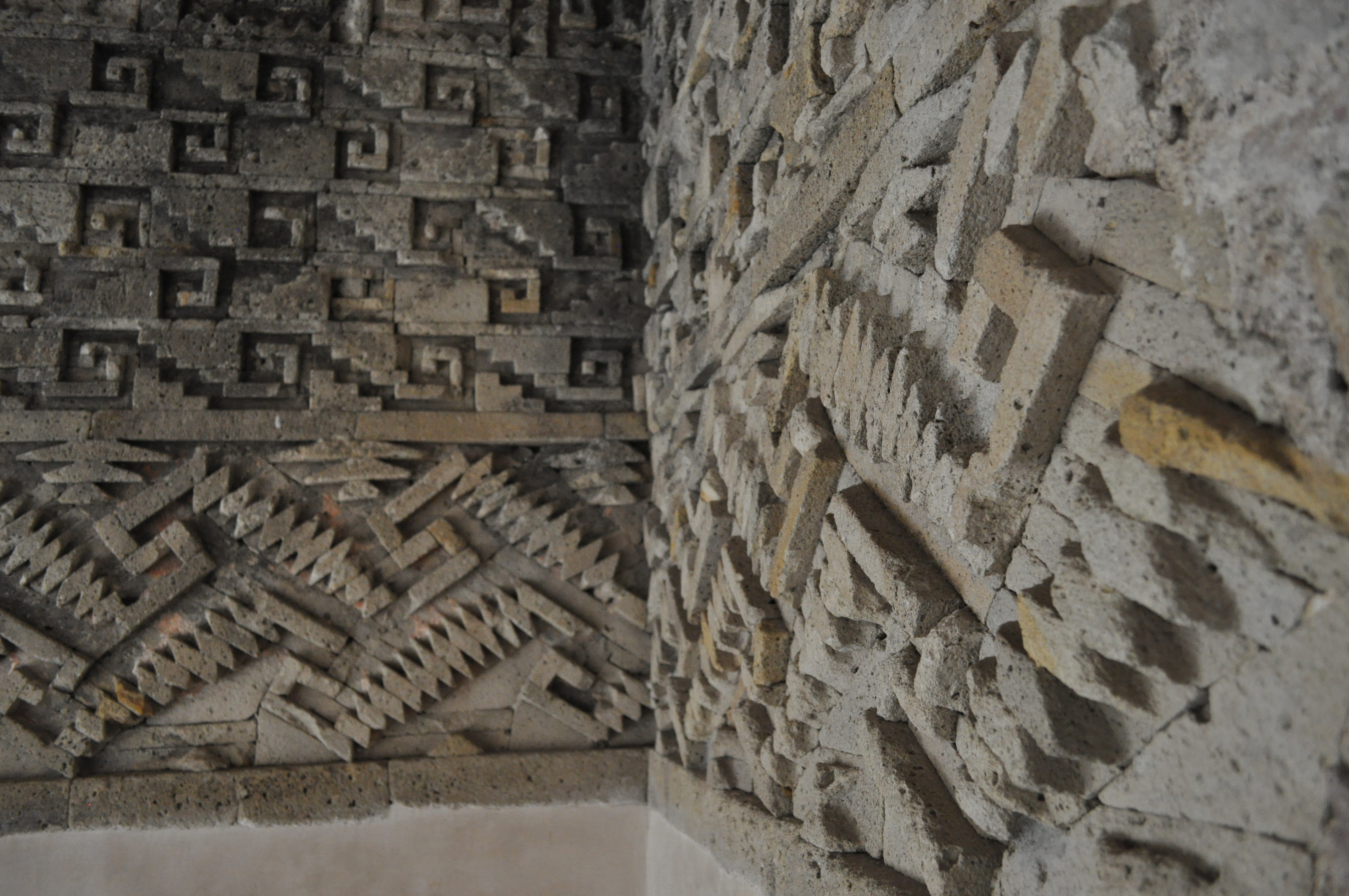
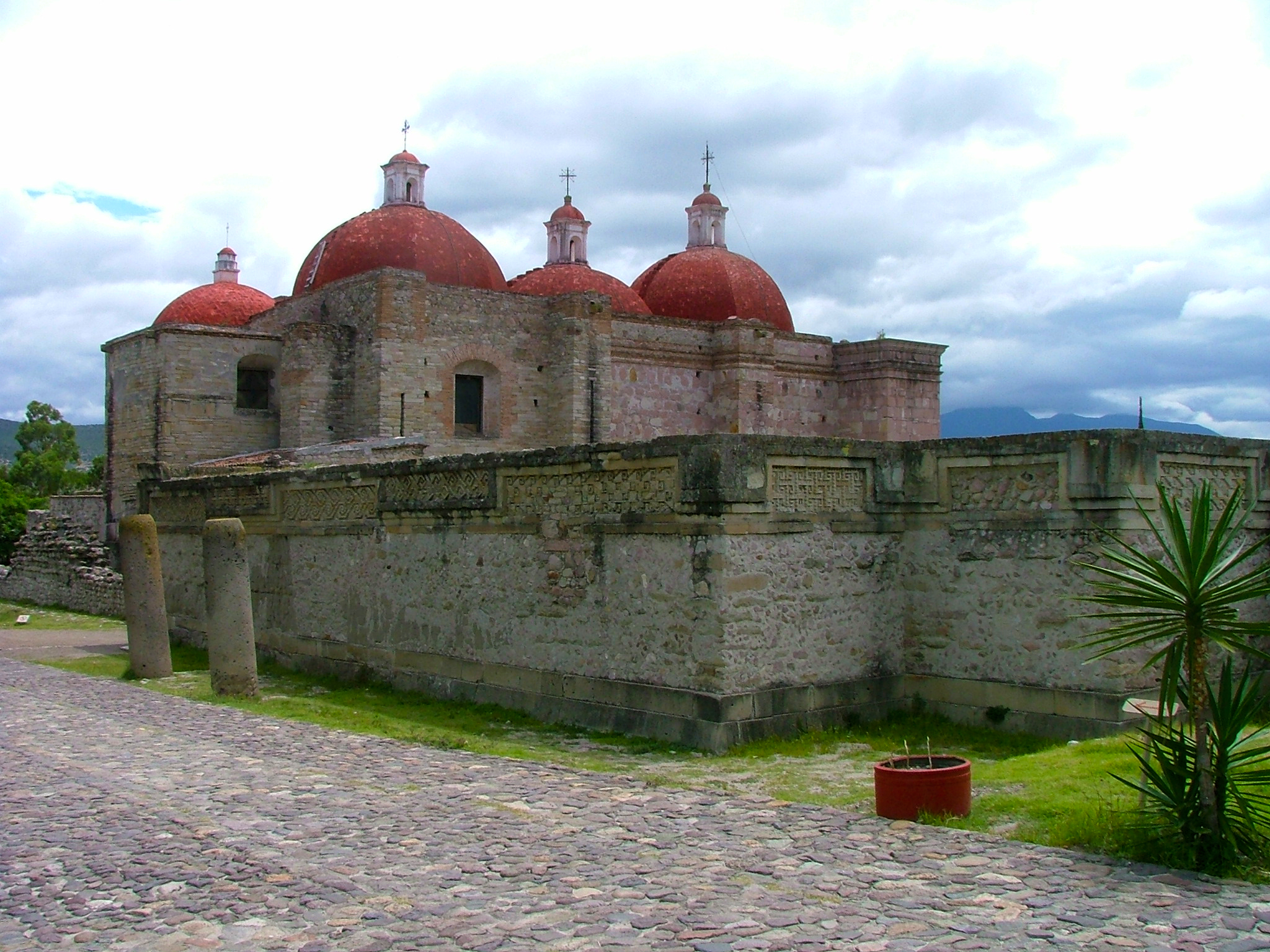
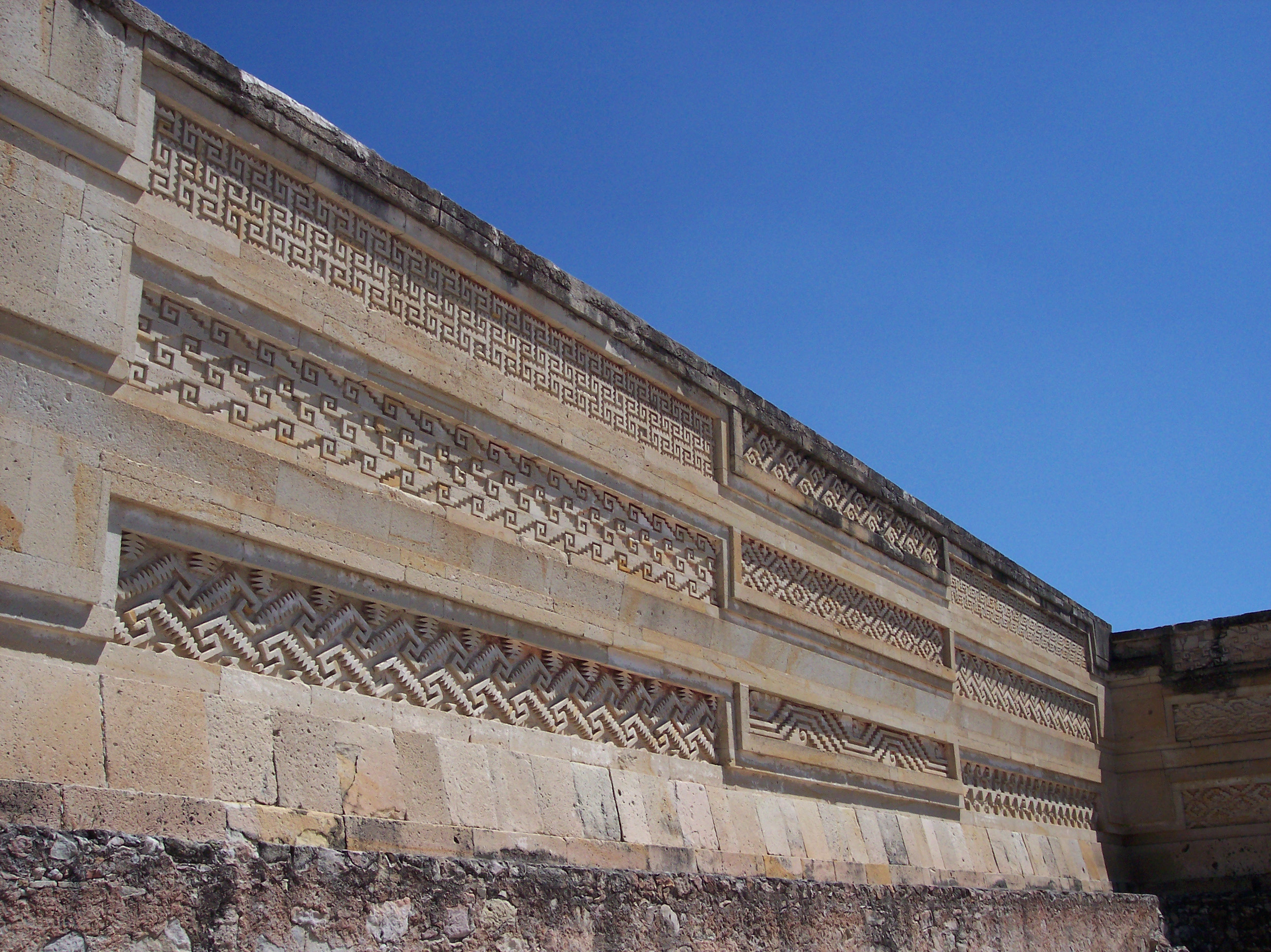